# Draft NBA 1983
Il Draft NBA 1983 si è svolto il 28 giugno 1983 a New York. Un totale di 226 giocatori furono scelti in 10 giri dalle 23 squadre.

## Giocatori scelti al 1º giro
|  | = All-Star     |
|  | = Hall of Fame |

| Scelta | Giocatore             | Nazionalità | Squadra NBA                                     | Scuola/ex squadra    |
| ------ | --------------------- | ----------- | ----------------------------------------------- | -------------------- |
| 1      | Ralph Sampson (C)     | Stati Uniti | Houston Rockets                                 | Virginia             |
| 2      | Steve Stipanovich (C) | Stati Uniti | Indiana Pacers                                  | Missouri             |
| 3      | Rodney McCray (SF)    | Stati Uniti | Houston Rockets (da Cleveland via Philadelphia) | Louisville           |
| 4      | Byron Scott (SG)      | Stati Uniti | San Diego Clippers                              | Arizona State        |
| 5      | Sidney Green (PF)     | Stati Uniti | Chicago Bulls                                   | UNLV                 |
| 6      | Russell Cross (C)     | Stati Uniti | Golden State Warriors                           | Purdue               |
| 7      | Thurl Bailey (SF)     | Stati Uniti | Utah Jazz                                       | North Carolina State |
| 8      | Antoine Carr (SF)     | Stati Uniti | Detroit Pistons                                 | Wichita State        |
| 9      | Dale Ellis (SG)       | Stati Uniti | Dallas Mavericks                                | Tennessee            |
| 10     | Jeff Malone (SG)      | Stati Uniti | Washington Bullets                              | Mississippi State    |
| 11     | Derek Harper (PG/SG)  | Stati Uniti | Dallas Mavericks (da Atlanta via Cleveland)     | Illinois             |
| 12     | Darrell Walker (SG)   | Stati Uniti | New York Knicks                                 | Arkansas             |
| 13     | Ennis Whatley (PG)    | Stati Uniti | Kansas City Kings                               | Alabama              |
| 14     | Clyde Drexler (SG)    | Stati Uniti | Portland Trail Blazers                          | Houston              |
| 15     | Howard Carter (SG)    | Stati Uniti | Denver Nuggets                                  | Louisiana State      |
| 16     | Jon Sundvold (PG)     | Stati Uniti | Seattle SuperSonics                             | Missouri             |
| 17     | Leo Rautins (SF)      | Canada      | Philadelphia 76ers (da New Jersey)              | Syracuse             |
| 18     | Randy Breuer (C)      | Stati Uniti | Milwaukee Bucks                                 | Minnesota            |
| 19     | John Paxson (PG)      | Stati Uniti | San Antonio Spurs                               | Notre Dame           |
| 20     | Roy Hinson (C)        | Stati Uniti | Cleveland Cavaliers (da Phoenix)                | Rutgers              |
| 21     | Greg Kite (C)         | Stati Uniti | Boston Celtics                                  | Brigham Young        |
| 22     | Randy Wittman (SG)    | Stati Uniti | Washington Bullets (da Los Angeles)             | Indiana              |
| 23     | Mitchell Wiggins (SG) | Stati Uniti | Indiana Pacers (da Philadelphia)                | Florida State        |
| 24     | Stewart Granger (PG)  | Canada      | Cleveland Cavaliers                             | Villanova            |

## Giocatori scelti al 2º giro
| Scelta | Giocatore         | Nazionalità | Squadra NBA            | Scuola/ex squadra    |
| ------ | ----------------- | ----------- | ---------------------- | -------------------- |
| 25     | Sidney Lowe       | Stati Uniti | Chicago Bulls          | North Carolina State |
| 26     | Leroy Combs       | Stati Uniti | Indiana Pacers         | Oklahoma State       |
| 27     | John Garris       | Stati Uniti | Cleveland Cavaliers    | Boston College       |
| 28     | Rod Foster        | Stati Uniti | Phoenix Suns           | UCLA                 |
| 29     | Larry Micheaux    | Stati Uniti | Chicago Bulls          | Houston              |
| 30     | Mark West         | Stati Uniti | Dallas Mavericks       | Old Dominion         |
| 31     | Doc Rivers        | Stati Uniti | Atlanta Hawks          | Marquette            |
| 32     | Michael Britt     | Stati Uniti | Washington Bullets     | District of Columbia |
| 33     | Dirk Minniefield  | Stati Uniti | Dallas Mavericks       | Kentucky             |
| 34     | Guy Williams      | Stati Uniti | Washington Bullets     | Washington State     |
| 35     | Darrell Lockhart  | Stati Uniti | San Antonio Spurs      | Auburn               |
| 36     | Scooter McCray    | Stati Uniti | Seattle SuperSonics    | Louisville           |
| 37     | David Russell     | Stati Uniti | Denver Nuggets         | St. John's           |
| 38     | Chris McNealy     | Stati Uniti | Kansas City Kings      | San Jose State       |
| 39     | Granville Waiters | Stati Uniti | Portland Trail Blazers | Ohio State           |
| 40     | Jim Thomas        | Stati Uniti | Indiana Pacers         | Indiana              |
| 41     | Ted Kitchel       | Stati Uniti | Milwaukee Bucks        | Indiana              |
| 42     | Mike Davis        | Stati Uniti | Milwaukee Bucks        | Alabama              |
| 43     | Pace Mannion      | Stati Uniti | Golden State Warriors  | Utah                 |
| 44     | Horace Owens      | Stati Uniti | New Jersey Nets        | Rhode Island         |
| 45     | Paul Williams     | Stati Uniti | Phoenix Suns           | Arizona State        |
| 46     | Kevin Williams    | Stati Uniti | San Antonio Spurs      | St. John's           |
| 47     | Ken Lyons         | Stati Uniti | Philadelphia 76ers     | North Texas          |

## Giocatori scelti al 3º giro
| Scelta | Giocatore          | Nazionalità | Squadra NBA            | Scuola/ex squadra    |
| ------ | ------------------ | ----------- | ---------------------- | -------------------- |
| 48     | Craig Ehlo         | Stati Uniti | Houston Rockets        | Washington State     |
| 49     | Greg Jones         | Stati Uniti | Indiana Pacers         | West Virginia        |
| 50     | Paul Thompson      | Stati Uniti | Cleveland Cavaliers    | Tulane               |
| 51     | Dereck Whittenburg | Stati Uniti | Phoenix Suns           | North Carolina State |
| 52     | Winfred King       | Stati Uniti | Boston Celtics         | East Tennessee State |
| 53     | Michael Holton     | Stati Uniti | Golden State Warriors  | UCLA                 |
| 54     | Bob Hansen         | Stati Uniti | Utah Jazz              | Iowa                 |
| 55     | Erich Santifer     | Stati Uniti | Detroit Pistons        | Syracuse             |
| 56     | Larry Anderson     | Stati Uniti | Cleveland Cavaliers    | UNLV                 |
| 57     | Darren Daye        | Stati Uniti | Washington Bullets     | UCLA                 |
| 58     | John Pinone        | Stati Uniti | Atlanta Hawks          | Villanova            |
| 59     | Bruce Kuczenski    | Stati Uniti | New Jersey Nets        | Connecticut          |
| 60     | Steve Harriel      | Stati Uniti | Kansas City Kings      | Washington State     |
| 61     | David Little       | Stati Uniti | Denver Nuggets         | Oklahoma             |
| 62     | Tom Piotrowski     | Stati Uniti | Portland Trail Blazers | La Salle             |
| 63     | Frank Burnell      | Stati Uniti | Seattle SuperSonics    | Stetson              |
| 64     | Claude Riley       | Stati Uniti | Philadelphia 76ers     | Texas A&M            |
| 65     | Billy Goodwin      | Stati Uniti | Milwaukee Bucks        | St. John's           |
| 66     | Les Craft          | Stati Uniti | Cleveland Cavaliers    | Kansas State         |
| 67     | Derrick Hord       | Stati Uniti | Cleveland Cavaliers    | Kentucky             |
| 68     | Craig Robinson     | Stati Uniti | Boston Celtics         | Virginia             |
| 69     | Orlando Phillips   | Stati Uniti | Los Angeles Lakers     | Pepperdine           |
| 70     | Dan Ruland         | Stati Uniti | Philadelphia 76ers     | James Madison        |

## Giocatori scelti nei giri successivi con presenze nella NBA
| Scelta | Giocatore      | Nazionalità | Squadra NBA           | Scuola/ex squadra  |
| ------ | -------------- | ----------- | --------------------- | ------------------ |
| 75     | Ron Crevier    | Canada      | Chicago Bulls         | Boston College     |
| 77     | Peter Thibeaux | Stati Uniti | Golden State Warriors | St. Mary's         |
| 82     | Mark Jones     | Stati Uniti | New York Knicks       | St. Bonaventure    |
| 90     | Brant Weidner  | Stati Uniti | San Antonio Spurs     | William & Mary     |
| 91     | Carlos Clark   | Stati Uniti | Boston Celtics        | Mississippi        |
| 97     | Manute Bol     | Sudan       | San Diego Clippers    |                    |
| 101    | Ken Austin     | Stati Uniti | Detroit Pistons       | Rice               |
| 102    | Jim Lampley    | Stati Uniti | Dallas Mavericks      | UALR               |
| 139    | Sedale Threatt | Stati Uniti | Philadelphia 76ers    | West Virginia Tech |
| 152    | Dane Suttle    | Stati Uniti | Kansas City Kings     | Pepperdine         |